# Abbie Ward
Abbie Scott coniugata Ward (Dumfries, 27 marzo 1993) è una rugbista a 15 internazionale per l'Inghilterra che milita nel Bristol nel ruolo di seconda linea.

## Biografia
Nativa di Dumfries, in Scozia, Abbie Scott crebbe a Keswick, nel Lake District e iniziò a praticare il rugby insieme ai suoi fratelli.
Dopo gli studi superiori fu all'Università della Northumbria a Newcastle dove conseguì il B.A. in storia e scienze politiche; con l'Inghilterra U-20 si aggiudicò la Nations Cup 2011 di categoria e, prima di iniziare l'attività di club, fu nell'estate 2014 a Edmonton, in Canada, dove giocò con la sezione femminile dei Strathcona Druids.
Al suo ritorno fu a Darlington e nel febbraio 2015 esordì per l'Inghilterra nel Sei Nazioni contro il Galles; prese parte alla Coppa del Mondo 2017 in Irlanda raggiungendo la finale, poi persa contro la Nuova Zelanda e in quello stesso anno si trasferì a Londra all'Harlequin Ladies.
Nel 2020, mentre era indisponibile per un infortunio all'anca, sposò il collega David Ward, ex seconda linea degli Harlequins; tornò a disposizione della squadra solo ad autunno inoltrato e il rientro in campo coincise con la marcatura di tre mete alla sua ex squadra di Darlington.
La stagione si concluse con la vittoria nel campionato e il trasferimento a Bristol, squadra allenata da suo marito.
Nel 2022 è stata inclusa nella rosa inglese alla Coppa del Mondo 2021 in Nuova Zelanda, posticipata di un anno a causa della pandemia.

## Palmarès
- Campionati inglesi : 1
Harlequins: 2020-21